# Victoria-Ștefania Petreanu
Victoria-Ștefania Petreanu, född 21 januari 2003, är en rumänsk roddare (styrman).

## Karriär
I september 2022 vid VM i Račice tog Petreanu sitt första VM-guld i åtta med styrman. I maj 2023 vid EM i Bled tog hon sitt första EM-guld i åtta med styrman. I september 2023 vid VM i Belgrad var Petreanu återigen en del av Rumäniens lag som tog guld i åtta med styrman.
I april 2024 vid EM i Szeged var Petreanu en del av Rumäniens lag som tog guld i åtta med styrman.